# Estranho Encontro
Estranho Encontro é um filme brasileiro de 1958 escrito e dirigido por Walter Hugo Khouri, com música de Gabriel Migliori. As filmagens foram nos Estudios da Companhia Cinematográfica Vera Cruz em São Bernardo do Campo.

## Elenco[2]
- Mário Sérgio...Marcos
- Andrea Bayard...Júlia
- Lola Brah...Wanda
- Luigi Picchi...Hugo
- Sérgio Hingst...Rui

## Sinopse
Júlia é uma moça atormentada que em pânico escapa de atropelamento à noite, numa via erma. O motorista Marcos a socorre e a abriga numa mansão no campo que pertence a sua amante, Wanda. Júlia conta que fugira do marido Hugo, um neurótico com uma perna amputada e que a aterrorizava com suas manias e disturbios psicológicos. A amante chega e Marcos tem que esconder Julia dela mas o caseiro a descobre e, ao ver o anúncio que Hugo colocara no jornal, liga para o homem.